# Ctenucha garleppi
Ctenucha garleppi är en fjärilsart som beskrevs av Rothschild 1912. Ctenucha garleppi ingår i släktet Ctenucha och familjen björnspinnare. Inga underarter finns listade i Catalogue of Life.